# Hải Đoan

Vị trí tại Đài Đông

Hải Đoan (tiếng Trung: 海端鄉; bính âm: Hǎiduān Xiāng) là một hương (xã) của huyện Đài Đông, tỉnh Đài Loan, Trung Hoa Dân Quốc (Đài Loan). Hương nằm trên dãy núi Trung ương và có độ cao lớn cùng các thung lũng sâu. Cư dân của hương chủ yếu là thổ dân Đài Loan. Diện tích của Hải Đoan là 880,0382 km², dân số vào tháng 8 năm 2011 là 4.420 người thuộc 1.098 hộ gia đình, mật độ cư trú đạt 5 người/km².